# Richard Temple-Nugent-Brydges-Chandos-Grenville, 2:e hertig av Buckingham och Chandos
Richard Plantagenet Temple-Nugent-Brydges-Chandos-Grenville, 2:e hertig av Buckingham och Chandos, född 1797, död 1861, son till Richard Temple-Nugent-Brydges-Chandos-Grenville, 1:e hertig av Buckingham och Chandos, far till Richard Temple-Nugent-Brydges-Chandos-Grenville, 3:e hertig av Buckingham och Chandos, var en brittisk politiker.
Buckingham satt i underhuset från 1818 till faderns död 1839, först under namn av earl Temple till 1822, sedan såsom markis av Chandos. Som sådan genomdrev han 1832 vid reformen av underhuset den bekanta Chandosklausulen, som i grevskapen utsträckte uppsägbara arrendatorers rösträtt till 50 punds arrende - ett streck i räkningen för whigpartiet.
Buckingham var allmänt känd under benämningen the farmer’s friend. Han ärvde 1839 titeln hertig av Buckingham och Chandos och var 1841-42 storsigillbevarare i Peels ministär. Buckingham råkade slutligen på obestånd och måste sälja all den egendom, som ej var av fideikommissnatur. En auktion under 40 dagar av tavlor, porslin, silver och möbler på hans herresäte Stowe House i Buckinghamshire inbragte över 75 000 pund. 
Han utgav åtskilliga arbeten, bland andra Memoirs of the court and cabinets of George III (4 band, 1853-55), Memoirs of the court of England during the regency 1811-20 (2 band, 1856), Memoirs of the court of George IV (2 band, 1859) och Memoirs of the courts and cabinets of William IV and Victoria (2 band, 1861). Efter hans död utkom ytterligare The private diary of Richard, first duke of Buckingham (3 band, 1862).